# IAI Green Dragon
IAI Green Dragon – bojowy, izraelski, bezzałogowy aparat latający (UAV - Unmanned Aerial Vehicle), wyposażony w głowicę bojową przeznaczoną do niszczenia celów taktycznych.

## Historia
Green Dragon jest rodzajem amunicji krążącej, przeznaczonej do niszczenia wykrytych celów. Aparat zaopatrzony jest w dzienno-nocną głowice optoelektroniczną umożliwiającą operatorowi obserwacje, identyfikacje i atakowanie potencjalnych celów. Samolot może krążyć w powietrzu do 1,5 godziny w odległości do 40 km od stacji kontrolnej. Aparat wystrzeliwany jest z kontenerowej wyrzutni przenoszonej przez pojedynczego żołnierza lub też umieszczanej na pojeździe kołowym. Do sterowania i kontroli służy wzmocniony tablet, obsługiwany przez pojedynczego operatora. Green Dragon jest górnopłatem napędzanym silnikiem elektrycznym ze śmigłem pchającym umieszczonym na końcu kadłuba. Głowica znajduje się w przedniej części kadłuba. Proste skrzydła zaopatrzone w rozpraszacze wirów. Usterzenie motylkowe, w którym stateczniki skierowane są do dołu ku ziemi. Według producenta aparatu, dokładność trafienia wynosi poniżej jednego metra.